# Фторуксусная кислота
Фтору́ксусная кислота́ (монофторуксусная кислота) — фторорганическая карбоновая кислота, органическое вещество. По внешнему виду представляет собой бесцветные, легкоплавкие кристаллы. Очень ядовита для всех млекопитающих, в том числе и для человека.

## Получение
Получают гидролизом эфиров фторуксусной кислоты, которые, в свою очередь, получают обменной реакцией эфиров хлоруксусной кислоты с фторидом калия.

## Химические свойства
Обладает свойствами карбоновых кислот — даёт соли (называемые фторацетатами), эфиры, амиды, гидразиды.

## Нахождение в природе
Натриевая соль (фторацетат натрия) содержится в южноафриканском ядовитом растении Dichapetalum cymosum, которое ответственно за 8 % смертности крупного рогатого скота в Южной Африке, а также в ряде растений Австралии (роды Гастролобиум, Гомфолобиум (Gompholobium), Оксилобиум (Oxylobium), Акация)

## Токсичность
Кислота и её производные высокотоксичны для всех млекопитающих. В организме кислота превращается во фторацетил-кофермент А, который в митохондриях блокирует фермент аконитазу, встраиваясь в цикл Кребса, отвечающий за аэробное дыхание клеток. Метаболизируется до фторлимонной кислоты. Полулетальная доза для различных видов млекопитающих от 0,07 до 7 мг/кг веса, для человека 5 мг/кг (перорально).
Фторацетат бария (бариевая соль фторуксусной кислоты) широко применяется при дератизации (особенно на борту кораблей) и при истреблении волков, наносящих большой вред сельскому хозяйству.